# Bertha Schwarz
Bertha Schwarz, känd under artistnamnet Bianca Bianchi, född den 27 januari 1855 i Heidelberg, död den 16 februari 1947 i Salzburg, var en tysk sångerska.
Bertha Schwarz var elev till Pauline Viardot-Garcia i Paris. Hon sjöng först i London samt engagerades i Mannheim 1876 och vid hovoperan i Wien 1880. Bertha Schwarz gifte sig 1894 med Bernhard Pollini och blev, efter att ha blivit änka redan 1897, 1902 lärarinna vid musikakademien i München.

## Eftermäle
Asteroiden 218 Bianca är uppkallad efter henne.